# غونار لوند
غونار لوند (بالسويدية: Gunnar Lund)‏ هو دبلوماسي وسياسي سويدي، ولد في 23 يوليو 1947 في ستوكهولم في السويد. نشط حزبياً في حزب العمال الديمقراطي الاشتراكي السويدي. وقد انتخب سفير السويد لدى فرنسا (2007 – 2014) وانتخب سفير السويد لدى الولايات المتحدة (2005 – 2007).